# Рагимов, Ниджат Рауф оглы
Ниджат Рауф оглы Рагимов (азерб. Nicat Rauf oğlu Rəhimov; 17 апреля 1986 года, Баку, Азербайджанская ССР, СССР) — азербайджанский актер и юморист, телеведущий.

## Биография
Ниджат Рагимов родился 17 апреля 1986 года в городе Баку. В 2005 году окончил художественную гимназию и поступил в Азербайджанский государственный университет культуры и искусств на факультет театра и кино, который окончил в 2009 году. Во время обучения выступал за команду КВН «Парни из Баку». Также принял участие в съёмках популярного комедийного сериала «Bozbash Pictures».
С 2011 по 2012 год работал актёром в Азербайджанском государственном театре кукол. С 2014 года работает на телеканале Azad Azerbaijan TV, где до 2016 года был ведущим передачи «Şirin çay».
В 2018 году снялся в телесериале «Buğlama».
Женат, является племянником Народного артиста Азербайджана Яшара Нури.

## Фильмы
1. азерб. "Planeta Parni İz Baku 100 Kağız" (film, 2007)
2. азерб. "Bacanaqlar (teleserial)" (film, 2009)
3. англ. "Bozbash Pictures" (film, 2011)
4. азерб. "Ay brilliant" (film, 2015)[8]
5. азерб. "Axırıncı yol" (film, 2016)
6. азерб. "Palata 106" (film, 2016)
7. азерб. "Oğlan evi 2" (film, 2016)[9]
8. азерб. "Gizlənpaç" (film, 2016)
9. азерб. "Stalinin başı" (film, 2017)[10]
10. азерб. "Toydan sonra nağara" (film, 2017)
11. азерб. "Bir Xalanın Sirri" (film, 2018)[11]